# Micronerilla brevis
Micronerilla brevis är en ringmaskart som beskrevs av Saphonov och Alexander B. Tzetlin 1997. Micronerilla brevis ingår i släktet Micronerilla och familjen Nerillidae. Arten har ej påträffats i Sverige. Inga underarter finns listade i Catalogue of Life.